# Phrynocephalus birulai
Phrynocephalus birulai är en ödleart som beskrevs av  Tzarevsky 1927. Phrynocephalus birulai ingår i släktet Phrynocephalus och familjen agamer. Inga underarter finns listade i Catalogue of Life.